# Art Jones
Pour les articles homonymes, voir Jones.
Art Jones (né le 31 janvier 1935 à Bangor, dans la province de la Saskatchewan, au Canada et mort le 3 février 2021) est un joueur professionnel canadien de hockey sur glace qui évoluait au poste de centre.

## Biographie
Art Jones joue l'essentiel de sa carrière dans la Western Hockey League où il commence sa carrière professionnelle tout d'abord avec les Royals de New Westminster pendant deux saisons, puis avec les Cougars de Victoria pour la saison 1959-1960. Il gagne trois Coupes Lester Patrick remis au vainqueur des séries éliminatoires avec les Buckaroos de Portland pour lesquels il joue de 1960 à 1974. Il remporte également deux trophées de la WHL : la Coupe George Leader du meilleur joueur de la saison à deux reprises en 1968 et 1971 et le trophée du meilleur pointeur six fois, en 1961 puis de 1968 à 1972. En 1970, avec 127 points, il établit le record de la WHL en une saison. Il prend sa retraite en 1976.
Avec 1 580 points marqués en 1 180 matches de saison régulière, il est le deuxième pointeur de l'histoire de la WHL derrière Guyle Fielder.
En 1984, il est intronisé au temple de la renommée des sports de l'Oregon.
Il meurt le 3 février 2021.

## Statistiques
| Saison     | Équipe                    | Ligue      |                            | Saison régulière           | Saison régulière           | Saison régulière           | Saison régulière           | Saison régulière           |                            | Séries éliminatoires       | Séries éliminatoires       | Séries éliminatoires       | Séries éliminatoires | Séries éliminatoires |
| Saison     | Équipe                    | Ligue      | PJ                         | B                          | A                          | Pts                        | Pun                        | PJ                         | B                          | A                          | Pts                        | Pun                        |                      |                      |
| 1954-1955  | Wesleys de Saskatoon      | SJHL       | 48                         | 29                         | 36                         | 65                         | 56                         |                            |                            |                            |                            |                            |                      |                      |
| 1955-1956  | Flyers de Spokane         | WIHL       | Statistiques indisponibles | Statistiques indisponibles | Statistiques indisponibles | Statistiques indisponibles | Statistiques indisponibles | Statistiques indisponibles | Statistiques indisponibles | Statistiques indisponibles | Statistiques indisponibles | Statistiques indisponibles |                      |                      |
| 1957-1958  | Royals de New Westminster | WHL        | 69                         | 29                         | 37                         | 66                         | 26                         | 4                          | 2                          | 2                          | 4                          | 6                          |                      |                      |
| 1958-1959  | Royals de New Westminster | WHL        | 60                         | 22                         | 52                         | 74                         | 34                         | -                          | -                          | -                          | -                          | -                          |                      |                      |
| 1959-1960  | Cougars de Victoria       | WHL        | 70                         | 35                         | 44                         | 79                         | 30                         | 11                         | 4                          | 4                          | 8                          | 4                          |                      |                      |
| 1960-1961  | Buckaroos de Portland     | WHL        | 69                         | 36                         | 64                         | 100                        | 22                         | 14                         | 8                          | 10                         | 18                         | 0                          |                      |                      |
| 1961-1962  | Buckaroos de Portland     | WHL        | 70                         | 38                         | 48                         | 86                         | 12                         | 7                          | 2                          | 5                          | 7                          | 0                          |                      |                      |
| 1962-1963  | Buckaroos de Portland     | WHL        | 70                         | 25                         | 48                         | 73                         | 18                         | 7                          | 1                          | 3                          | 4                          | 0                          |                      |                      |
| 1963-1964  | Buckaroos de Portland     | WHL        | 67                         | 36                         | 51                         | 87                         | 10                         | 5                          | 2                          | 4                          | 6                          | 0                          |                      |                      |
| 1964-1965  | Buckaroos de Portland     | WHL        | 70                         | 34                         | 56                         | 90                         | 32                         | 10                         | 3                          | 9                          | 12                         | 6                          |                      |                      |
| 1965-1966  | Buckaroos de Portland     | WHL        | 70                         | 35                         | 67                         | 102                        | 40                         | 14                         | 10                         | 9                          | 19                         | 16                         |                      |                      |
| 1966-1967  | Buckaroos de Portland     | WHL        | 65                         | 38                         | 51                         | 89                         | 26                         | 4                          | 0                          | 0                          | 0                          | 2                          |                      |                      |
| 1967-1968  | Buckaroos de Portland     | WHL        | 70                         | 34                         | 53                         | 87                         | 34                         | 12                         | 7                          | 10                         | 17                         | 12                         |                      |                      |
| 1968-1969  | Buckaroos de Portland     | WHL        | 74                         | 38                         | 76                         | 114                        | 29                         | 11                         | 5                          | 9                          | 14                         | 2                          |                      |                      |
| 1969-1970  | Buckaroos de Portland     | WHL        | 71                         | 43                         | 84                         | 127                        | 16                         | 9                          | 7                          | 8                          | 15                         | 8                          |                      |                      |
| 1970-1971  | Buckaroos de Portland     | WHL        | 71                         | 44                         | 70                         | 114                        | 43                         | 11                         | 4                          | 7                          | 11                         | 22                         |                      |                      |
| 1971-1972  | Buckaroos de Portland     | WHL        | 70                         | 38                         | 86                         | 124                        | 34                         | 11                         | 3                          | 6                          | 9                          | 0                          |                      |                      |
| 1972-1973  | Buckaroos de Portland     | WHL        | 66                         | 34                         | 55                         | 89                         | 42                         | -                          | -                          | -                          | -                          | -                          |                      |                      |
| 1973-1974  | Buckaroos de Portland     | WHL        | 78                         | 19                         | 60                         | 79                         | 32                         | 10                         | 1                          | 4                          | 5                          | 18                         |                      |                      |
| 1974-1975  | Totems de Seattle         | LCH        | 16                         | 4                          | 9                          | 13                         | 6                          | -                          | -                          | -                          | -                          | -                          |                      |                      |
| 1974-1975  | Buckaroos de Portland     | WIHL       |                            | 7                          | 18                         | 25                         | 18                         |                            |                            |                            |                            |                            |                      |                      |
| 1975-1976  | Buckaroos de Portland     | NWHL       | Statistiques indisponibles | Statistiques indisponibles | Statistiques indisponibles | Statistiques indisponibles | Statistiques indisponibles | Statistiques indisponibles | Statistiques indisponibles | Statistiques indisponibles | Statistiques indisponibles | Statistiques indisponibles |                      |                      |
| Totaux WHL | Totaux WHL                | Totaux WHL | 1 180                      | 578                        | 1 002                      | 1 580                      | 480                        | 140                        | 59                         | 90                         | 149                        | 96                         |                      |                      |

## Récompenses
- WHL
  - Leading Scorer Award : 1961, 1968, 1969, 1970, 1971, 1972 ;
  - Coupe George Leader : 1968 et 1971.
- Temple de la renommée des sports de l'Oregon : 1984.